# کلاه‌سفیدها (جنگ داخلی سوریه)
کلاه‌سفیدها (به عربی: الدفاع المدني السوري) با نام رسمی دفاع مدنی سوری سازمانی است که خود را سازمانی داوطلبانه برای کمک و نجات غیرنظامیان در مناطق جنگی اعلام می کند که مورد حمایت غرب قرار دارد. اما توسط مقامات سوری به ارتباط با افراط گرایان و اقدامات تبلیغاتی خصمانه متهم شده است. کلاه سفید ها بارها به جنگ اطلاعاتی علیه دمشق متهم شده اند. سازمان «کلاه سفیدها» هدف خود را دفاع از غیر نظامیان اعلام کرده و ادعا می کنند که از لحاظ سیاسی بی طرف بوده و در عملیات مسلحانه شرکت ندارد. این سازمان در مناطق تحت کنترل شورشیان سوری در جنگ داخلی سوریه، فعالیت می‌کند. می‌دی رسکیو بنیادی است ثبت‌شده در هلند که کلاه‌سفیدها را با منابع مالی دولت‌های غربی، حمایت می‌کند.